# ایواشیمیزو هاچیمانگو
ایواشیمیزو هاچیمانگو (به ژاپنی: 石清水八幡宮 Iwashimizu Hachimangū)، یک زیارتگاه و معبد شینتویی است که در شهر  یاواتا، کیوتو در  استان کیوتو،  ژاپن واقع شده است.